# Втрачена вигода
Втрачена (упущена) вигода — потенційний прибуток, реально не отриманий підприємством, кредитором чи іншим суб'єктом господарської діяльності.

Якщо внаслідок невиконання або неналежного виконання зобов'язання боржником майновій сфері кредитора була завдана шкода, неотриманий прибуток може бути відшкодований у судовому порядку. Вимога про стягнення з боржника має ґрунтуватися на точних даних, насамперед бухгалтерських документів, що безспірно засвідчують можливість отримання грошових сум або інших цінностей у разі якби зобов'язання було виконане боржником.